# Maria Gąsiorowska
Maria Gąsiorowska, ps. M.G. (ur. w XIX w., zm. w 1929 roku; fl. ca 1897–1914) – polska tłumaczka literatury angielskiej, francuskiej i niemieckiej.

## Ważniejsze prace translatorskie
Przełożyła na język polski m.in. następujące książki:
- Wygnaniec (przekład z 1897, I wyd. w odc. w Tygodniku Mód i Powieści), Tajny agent (przekład z 1908) – powieści Josepha Conrada[3]
- Od morza do morza – reportaże Rudyarda Kiplinga (przekład z 1901)
- Pamiętniki oficera polskiego (1808–1812) – Heinricha von Brandta (w 3 częściach; przekład z 1904)[4],[5]
- Autobiografia Murzyna (ang. Up from Slavery) – Bookera T. Washingtona (przekład z 1905)
- Tajemniczy rybak – powieść Juliusza Verne’a (przekład z 1911)[6]
- Dziennik osobisty królowej Wiktoryi – autorstwa Wiktorii, królowej Wielkiej Brytanii (przekład z 1914)[7]

i opowiadania:
- Straszydło z Przepaści Niebieskiego Jana (ang. The Terror of Blue John Gap) – autorstwa Arthura Conana Doyle’a (przekład z 1912)[8][9]